# Katrin Saks

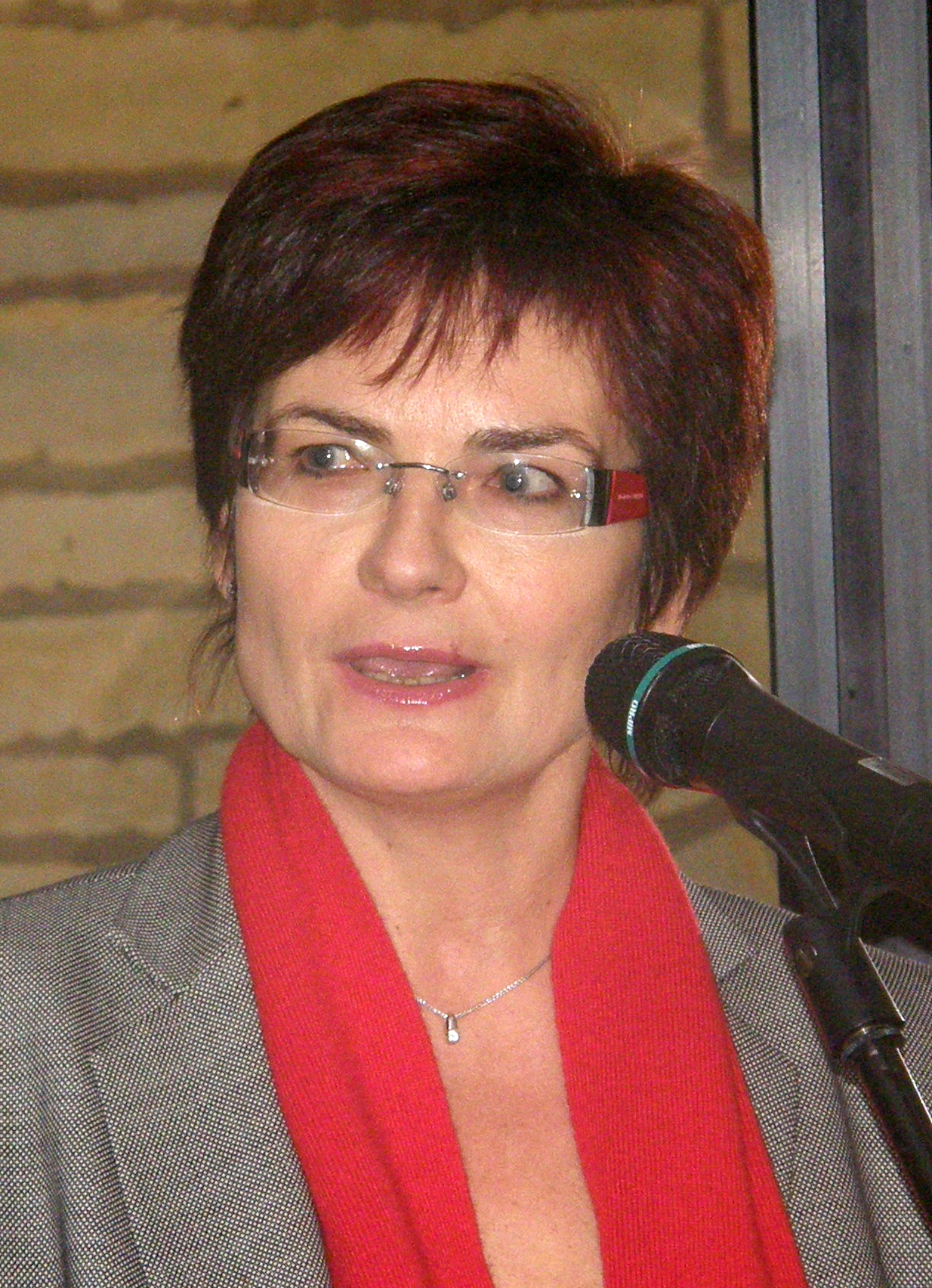
Katrin Saks (2007)

Katrin Saks (* 29. November 1956 in Tallinn, Estnische SSR) ist eine estnische Politikerin. Von Oktober 2006 bis Oktober 2009 war sie Mitglied des Europäischen Parlaments.

## Ausbildung
Katrin Saks schloss 1975 das Gymnasium in Tallinn ab. Bis 1981 studierte sie Journalistik an der Universität Tartu. Von 1977 bis 1993 arbeitete sie als Redakteurin und von 1993 bis 1997 als Programmleiterin beim Estnischen Fernsehen (Eesti Televisioon). 1993 absolvierte sie daneben den Studiengang Internationale Beziehungen an der Estnischen Diplomatenschule.

## Politikerin
1998 ging Katrin Saks in die Politik und schloss sich der Partei Mõõdukad an, die sich 2004 in Sozialdemokratische Partei Estlands (Eesti Sotsiaaldemokraatlik Erakond) umbenannte. Von 1999 bis 2002 war Katrin Saks als Bevölkerungsministerin im Kabinett von Ministerpräsident Mart Laar vor allem für die Integration der russischsprachigen Minderheit in Estland zuständig.
Anschließend war Saks von 2003 bis 2006 Mitglied des estnischen Parlaments (Riigikogu). Im Oktober 2006 rückte sie als Nachfolgerin des zum estnischen Staatspräsidenten gewählten Toomas Hendrik Ilves als Mitglied des Europäischen Parlaments nach. 2009 schied sie aus dem Europäischen Parlament aus.
Seit Februar 2011 ist Saks Direktorin der Baltischen Film- und Medienschule (Balti Filmi- ja Meediakool), die zur Universität Tallinn gehört.

## Privatleben
Katrin Saks ist verheiratet. Sie hat eine Tochter und einen Sohn.